# Forever (film, 1997)
Pour les articles homonymes, voir Forever.
Pour plus de détails, voir Fiche technique et Distribution.
Forever (Photographing Fairies) est un film de fantasy de Nick Willing sorti en 1997. Il est adapté du roman Photographing Fairies (en) de Steve Szilagyi et s'inspire de l'affaire des fées de Cottingley.

## Synopsis
Ce film aborde le thème du folklore païen, de la possession, du paganisme, de l'animisme, des hallucinogènes, de la parapsychologie et des fées.

## Fiche technique
- Titre français : Forever
- Titre original : Photographing Fairies
- Réalisation : Nick Willing
- Scénario : Chris Harald et Nick Willing, d'après le roman Photographing Fairies (en) de Steve Szilagyi, paru en 1992
- Photographie : John de Borman (en)
- Montage : Sean Barton (de)
- Musique : Simon Boswell
- Pays de production :  Royaume-Uni
- Format : couleur
- Genre : drame, fantastique
- Durée : 110 minutes
- Dates de sortie :
  - Royaume-Uni : 19 septembre 1997
  - France : 11 février 1998

## Distribution
- Toby Stephens : Charles Castle, un photographe
- Emily Woof (en) : Linda, nounou de la famille Templeton
- Ben Kingsley : Nicholas Templeton
- Frances Barber : Beatrice Templeton, la femme de Nicolas
- Phil Davis : Roy
- Miriam Grant : Ana Templeton, fille de Nicholas et Beatrice
- Hannah Bould : Clara Templeton, fille de Nicholas et Beatrice
- Rachel Shelley : Anna-Marie Castle, la fiancée de Charles
- Edward Hardwicke : Sir Arthur Conan Doyle, l'auteur de Sherlock Holmes